# Ogygia Chasma
L'Ogygia Chasma è una formazione geologica sulla superficie di Teti.
Prende il nome dall'isola Ogigia, mitica dimora della ninfa Calipso.